# رضا رسایی
غلامرضا رسایی شناخته‌شده با نام رضا رسایی (۵ اسفند ۱۳۶۷ – ۱۶ مرداد ۱۴۰۳) زندانی سیاسی ۳۵ سالۀ کُرد اهل ایران و پیرو آیین یارسان بود. وی در شهرستان صحنه کرمانشاه و در جریان خیزش ۱۴۰۱ ایران بازداشت شده بود. او بامداد روز ۱۶ مرداد ۱۴۰۳ اعدام شد.

## بازداشت
رضا رسایی در روز ۳ آذر ۱۴۰۱ به دلیل حضور در تجمع اعتراضی و به اتهام مشارکت در ضرب و جرح و «قتل عمد» رئیس اطلاعات سپاه پاسداران شهر صحنه، همراه با ۱۰ شهروند دیگر بازداشت شد. او این اتهام را تکذیب کرده بود.
بیرامی، ۲۷ آبان ۱۴۰۱ در جریان مراسم سالروز کشته‌شدن خلیل عالی‌نژاد (از رهبران پیشین جامعه یارسان) در شهرستان صحنه که به خشونت کشیده شد، به قتل رسیده بود.
یکی از هم‌بندی‌های سابق رضا رسایی به رادیو فردا گفته بود که رسایی به گفته خودش، زیر شکنجه به ناچار به قتل نادر بیرامی اعتراف کرده است.

## اعدام
منابع نزدیک به خانواده رسایی به بی‌بی‌سی گفتند او صبح ۱۶ مرداد اعدام شده است. پیکرِ او در شرایط امنیتی و در حالی که تنها مادر، خواهر و برادرش اجازه حضور در خاکسپاری داشتند، در قبرستان میناآباد دفن شده است.
سازمان حقوق بشر کردستان می‌گوید او «بدون اطلاع خانواده و وکیل و حق انجام آخرین ملاقات» در زندان دیزل‌آباد کرمانشاه اعدام شده است.

## واکنش‌ها
- سازمان عفو بین‌الملل ۱۴ دی سال گذشته دربارهٔ اجرای حکم اعدام رضا رسایی ابراز نگرانی کرده بود و خواستار توقف اجرای آن شد. این سازمان، حکم اعدام یاد شده را مرتبط با اعتراض‌های سراسری «زن، زندگی، آزادی» عنوان کرده بود.[۷]
- حزب حیات آزاد کردستان اعدام رسایی را به‌عنوان یک جوان کُرد یارسانی حکایت از «تاریخچه‌ای از ظلم و ستم مضاعف علیه هویت‌های متفاوت خلق کُرد به طریق نسل‌کشی مداوم» و اقدامی «ظالمانه و نسل‌کشانه» دانست و آن را نشانه‌ای از درس عبرت نگرفتن حاکمیت ایران از مواضع مردمی جنبش انقلابی ژن، ژیان، آزادی و «شکست رویهٔ سیاسی–امنیتی ظالمانهٔ نظام ایران» دانست.[۸]
- شورای ملی مقاومت ایران با انتشار بیانیه‌ای ضمن اشاره به شکنجه‌ها و حکم صادره علیه رضا رسایی، اعدام او را بخشی از روند فزایندهٔ اعدام‌ها در آغاز ریاست جمهوری مسعود پزشکیان و نشانه‌ای از این امر دانست که شکنجه و اعدام «وجه مشترک همه باندهای درون رژیم» و «لازمهٔ بقا» ی آن است که «در هیچ شرایطی از آن دست برنمی‌دارد».[۹]
- مصطفی هجری مسئول مرکز اجرایی حزب دموکرات کردستان ایران با انتشار پیامی ضمن عرض تسلیت به خانوادهٔ رسایی، مردم کردستان و پیروان یارسان، اعلام کرد مجازات اعدام «مانعی بر سر راه مبارزات آزادیخواهان ایران و کردستان جهت مقابله با رژیم ضدبشری جمهوری اسلامی نخواهد بود».[۱۰]
- «تشکل دانشجویان پیشرو» با انتشار بیانیه‌ای اعدام رضا رسایی و دیگر زندانیان سیاسی را «اپیزودهایی از جنگ ما مردم برای حفظ حق زندگی» در برابر حکومتی دانست که «برای بقا، فقط و فقط به جنایت پناه می‌آورد» و مردم را به اعتراض گسترده در روزهای شنبه و یکشنبه ۲۰ و ۲۱ مرداد ۱۴۰۳ (۱۰ و ۱۱ اوت ۲۰۲۴) دعوت کرد.[۱۱]
- حزب کمونیست کارگری ایران با صدور بیانیه‌ای ضمن اشاره به فضای سیاسی که تحت تأثیر تنش میان جمهوری اسلامی ایران و اسرائیل قرار دارد، از تلاش‌های فعالان و زندانیان سیاسی علیه احکام اعدام یاد کرد و از فراخوان دانشجویان برای اعتراض در روزهای ۱۰ و ۱۱ اوت با خواست لغو مجازات اعدام در ایران حمایت کرد.[۱۲]
- سازمان دموکراتیک یارسان اعدام رضا رسایی را «یک جنایت ضد بشری» و «مثالی از ستمگری‌های بی‌پایان رژیم علیه مردم بی‌گناه یارسان» دانست و خواهان «توجه و اقدام جدی جامعهٔ جهانی برای توقف این جنایات و حمایت از حقوق و آزادی‌های مردم یارسان» شد.[۱۳]
- سازمان اتحاد فداییان خلق ایران با اعلام خبر اعدام رضا رسائی، بر این امر تأکید کرد که اجرای حکم این فرد از اقلیت کُرد و یارسان، تنها یک روز پس از انتشار گزارش جدید کمیتهٔ حقیقت‌یاب سازمان ملل در افشای درهم تنیدن «جنسیت با قومیت و دین» برای تعقیب و آزار حکومتی در ایران صورت گرفته است.[۱۴]
- گولان فهیم رئیس مشترک «جامعۀ دموکراتیک و آزاد شرق کردستان (کودار)» در مصاحبه با آژانس خبری فرات اعدام غلامرضا رسایی در سکوت مطلق و بدون اطلاع قبلی خانواده و وکیلانش را بیانگر «ترس عمیق» حکومت ایران دانست و با «شهید» نامیدن غلامرضا رسایی، به خانوادۀ او و «تمام آزادیخواهان» تسلیت گفت.[۱۵]
- در ۲۰ مرداد ۱۴۰۳ معترضان ناشناس در اعتراض به اعدام رضا رسایی بنری با تصویر وی را بر روی پل عابر پیاده‌ای در بزرگراه مدرس تهران نصب کردند.[۱۶]
- آذردخت حق‌جویان مادر رضا رسایی در آذر ۱۴۰۳ با حضور بر مزار فرزندش در گورستان میناآباد کرمانشاه خواستار پیایان یافتن مجازات اعدام برای همیشه در جامعۀ انسانی شد.[۱۷]

«با درود بر وجدان بیدار بشریت. من آذردخت مادر جاویدنام سربه‌دار، رضا رسایی صحنه‌ای در کنار مزار پسرم نه به اعدام را برای همیشه در جامعۀ انسانی خواستارم. مرگ ناعادلانۀ پسرم موج بزرگی از احساس همبستگی ملی را برانگیخت. تا آنجا که تاریخ‌ساز گشت، نه شاهدی خموش در مقابل تاریخ.

در این جا می‌خواهم از همۀ کسانی که در دردناک‌ترین روزهای زندگیمان همراهمان بودند تشکر کنم. چراکه سزاوار قدردانی و سپاس‌گزاری هستید.

درود بر شما مردم که فقط مردم بودید و مردمی.

با آن‌که آزادی و عدالت اسیر ظلمت گشته، ولی دادخواهی پایانی ندارد.

نه به اعدام. صدای رضای رسایی خاموش‌شدنی نیست.»

### تحصن زندانیان سیاسی زن در زندان اوین
صبح روز سه شنبه ۱۶ مرداد، زندانیان سیاسی محبوس در بند زنان زندان اوین در تداوم اقدامات اعتراضی خود نسبت به احکام اعدام برای زندانیان سیاسی، در اعتراض به اجرای اعدام رضا رسایی دست به تحصن زدند. به دنبال این تجمع، عصر همان روز تلفن بند زنان قطع و گارد حفاظت زندان اوین به بند زنان حمله کردند که در نتیجۀ آن دستکم‌ ۱۷ تن زخمی شده‌اند. دست‌کم چهار زندانی نیز که در شلوغی و حمله دچار وخامت حال جسمی شده‌بودند به بهداری زندان منتقل شدند.
 به گزارش بخش فارسی صدای آمریکا دستور حمله نیروهای گارد زندان را هدایت‌الله فرزادی رئیس زندان اوین صادر کرده و هنگام حمله هم در بند حضور داشته و به زنان زندانی فحاشی می‌کرده است. همچنین حسن قبادی، رئیس بازرسی زندان و هادی محمدی، افسرنگهبان شب، با لگد و مشت به زندانیان حمله‌ور شدند و ضمن کتک زدن‌شان، از الفاظ رکیکی خطاب به آن‌ها استفاده کردند.
- «کمپین توقف قتل‌های ناموسی» با انتشار بیانیه‌ای خطاب به «مردم آزاده ایران، سازمان ها و نهادهای حقوق بشری در سراسر جهان»، ضمن محکوم کردن اعدام رضا رسایی، حمله به زندانیان سیاسی زن معترض به اعدام رسایی را نیز محکوم کرد.[۲۳]
- گولان فهیم رئیس مشترک «جامعۀ دموکراتیک و آزاد شرق کردستان (کودار)» در مصاحبه با آژانس خبری فرات واکنش‌های زندانیان سیاسی زن به اعدام غلامرضا رسایی را نشانه‌ای از آن دانست که سیاست «تفرقه بیانداز و حکومت کن» با شکست مواجه شده، چرا که در زندان اوین «زندانیان کرد و لر، بلوچ، گیلک، ترک، فارس، عرب و... همگی در یک سنگر مقاومت می‌نمایند».[۱۵]
- امیرحسین مرادی و علی یونسی، دانشجویان زندانی با ارسال پیامی از زندان اوین اعدام رضا رسایی را محکوم کرده و اعلام کردند در همبستگی با اعتراض بند زنان دست به ‎اعتصاب غذای یک‌روزه می‌زنند.[۲۴][۲۵]